# Renate Lingor
Renate Lingor (Karlsruhe, 11 ottobre 1975) è un'ex calciatrice tedesca, di ruolo centrocampista o attaccante.

## Carriera

### Club
Nata a Karlsruhe, nell'allora Germania Ovest nel 1975, inizia a giocare a calcio nel 1981, a sei anni, con il Blankenloch, dove rimarrà fino al 1983, quando passa al Karlsruhe,
squadra della sua città, restandovi sino al 1989, a 14 anni. In seguito va a giocare nel Klinge Seckach, dove, dopo due anni nelle giovanili, passa in prima squadra nel 1991, a 16 anni, giocando per la prima volta nella Frauen-Bundesliga.
Nonostante l'interesse di altre squadre, rimane a Seckach per sei anni, ottenendo due quinti, due settimi e due quarti posti. Nel 1997, a 22 anni, passa al Praunheim, che l'anno successivo diventerà 1. FFC Francoforte. In bianconero vivrà undici anni di successi, con 7 campionati (1999, 2001, 2002, 2003, 2005, 2007, 2008), 7 Coppe di Germania (1999, 2000, 2001, 2002, 2003, 2007, 2008) e 3 UEFA Women's Cup, nel 2002 contro le svedesi dell'Umeå IK, nel 
2006, nel derby contro le connazionali del Turbine Potsdam (dove segna una doppietta all'andata e una rete nel ritorno della finale) e nel 2008, di nuovo contro l'Umeå IK, collezionando 157 presenze e 96 reti.
Si è ritirata nel 2008, a 33 anni, dopo le Olimpiadi di Pechino. Nel 2006, anno di vittoria della seconda Women's Cup, è stata inserita nel trio delle finaliste al FIFA World Player of the Year, chiudendo terza dietro alla brasiliana Marta e alla statunitense Kristine Lilly. Più in generale, è stata candidata al premio consecutivamente dal 2003 al 2007, ottenendo oltre al terzo posto del 2006, un quinto nel 2005, due ottavi nel 2003 e 2004 e un nono nel 2007.

### Nazionale
Dopo aver giocato con l'Under-20, nel 1995, a 20 anni, debutta in Nazionale maggiore, nella gara di qualificazioni all'Europeo 1997 in Norvegia e Svezia in trasferta a Bratislava contro la Slovacchia del 25 ottobre, gara vinta per 3-0 nella quale entra al 62' al posto di Martina Voss.
Il CT tedesco Gero Bisanz la convoca per la prima volta ad un torneo internazionale nel 1996 alle Olimpiadi di Atlanta, prima edizione in cui erano aperte anche al calcio femminile. Lingor gioca soltanto nella sconfitta per 3-2 nel girone contro la Norvegia, che si rivelerà decisiva per l'eliminazione delle tedesche a favore delle norvegesi e del Brasile.
Nonostante le 5 presenze nelle qualificazioni, non viene convocata dal nuovo commissario tecnico Tina Theune per Europeo 1997, dove la Germania si riconfermerà campione, dopo il successo di due anni prima. Segna la sua prima rete in nazionale il 14 febbraio 1999, quella del 10-0 al 70' nel successo per 12-1 nell'amichevole in trasferta ad Istanbul contro la Turchia.
Nello stesso anno partecipa al suo primo mondiale, negli Stati Uniti, giocando tre delle quattro partite giocate dalla Germania, eliminata ai quarti di finale dagli Stati Uniti poi campioni del mondo, trovando un gol nella gara vinta per 6-0 nel girone contro il Messico. L'anno successivo, alle Olimpiadi di Sydney 2000, vince la medaglia di bronzo, giocando tutte le gare tranne la semifinale persa contro la Norvegia poi medaglia d'oro e segnando due reti, nel girone contro l'Australia e nella finalina per il bronzo contro il Brasile.
Il 2001 è invece l'anno della prima vittoria, nell'Europeo casalingo, nel quale gioca 5 gare su 5, segnando nel girone contro l'Inghilterra; il successo è ottenuto grazie alla vittoria ai supplementari contro la Svezia grazie al golden goal di Claudia Müller. Un altro successo arriva nel Mondiale 2003, ancora negli USA, la prima vittoria mondiale delle tedesche alla quale Lingor contribuisce giocando tutti e sei i match, tra cui la finale vinta di nuovo contro la Svezia, ancora grazie ad un golden goal, stavolta di Nia Künzer.
Ad Atene 2004 ottiene un altro bronzo, giocando anche stavolta tutte le gare, tra cui la semifinale persa ai supplementari con gli Stati Uniti poi medaglia d'oro e la finale per il bronzo, un'altra vittoria contro la Svezia, ottenuta grazie ad un suo gol (ne aveva segnato un altro nel girone contro la Cina). L'anno successivo taglia il traguardo delle cento presenze in nazionale, nel successo per 4-0 sulla Norvegia a Silves in Algarve Cup dell'11 marzo.
Nello stesso anno arriva il secondo successo europeo, in Inghilterra e Lingor gioca tutte le partite, segnando nel girone contro la Francia e nel 3-1 in finale sulla Norvegia. Dopo il bis europeo, nel 2007 arriva anche il bis mondiale, grazie al successo nel Mondiale cinese, allenata dalla sua ex compagna di nazionale Silvia Neid. Anche stavolta è presente in tutte e sei le gare, vinte senza subire nemmeno un gol, e trova 4 reti, una doppietta contro l'Argentina nel girone, un gol sempre nel girone contro il Giappone e uno nei quarti di finale con la Corea del Nord. Le tedesche si impongono per 2-0 in finale sul Brasile. Lingor viene inserita nell'All-Star Team del torneo.
Chiude l'ultradecennale carriera dopo Pechino 2008, dove colleziona la terza medaglia di bronzo, dopo aver giocato 6 gare su 6, tra le quali la semifinale persa per 4-1 contro il Brasile e la finalina vinta contro il Giappone, la sua ultima presenza con la Germania. Termina con 149 presenze e 35 reti, che la rendono la sesta più presente di sempre con la nazionale tedesca e l'undicesima per numero di reti.

## Palmarès

### Club
- Campionato tedesco: 7

1. FFC Francoforte: 1998-1999, 2000-2001, 2001-2002, 2002-2003, 2004-2005, 2006-2007, 2007-2008
- Coppa di Germania: 7

1. FFC Francoforte: 1998-1999, 1999-2000, 2000-2001, 2001-2002, 2002-2003, 2006-2007, 2007-2008
- UEFA Women's Cup: 3

1. FFC Francoforte: 2001-2002, 2005-2006, 2007-2008

### Nazionale
- Bronzo olimpico: 3

Sydney 2000, Atene 2004, Pechino 2008
- Campionato europeo femminile di calcio: 2

Germania 2001, Inghilterra 2005
- Campionato mondiale femminile di calcio: 2

Stati Uniti 2003, Cina 2007

### Individuale
- Inserita nell'All-Star Team del Mondiale femminile: 1

Cina 2007